# 彦坂恭人
彦坂 恭人（ひこさか やすと、1979年7月28日 - ）は、愛知県豊明市出身の作曲家 、編曲家 、音楽理論家。

## 来歴
桐朋高等学校卒業。在学中に作曲、和声を橋本忠(エコール・ノルマル音楽院)に師事する。高校卒業後に10年ほど、様々な職業を経験しながら独学で作曲やピアノを学ぶ。
その後、28歳の時に尚美学園大学芸術情報学部音楽表現学科(作曲コース)へ入学。作曲を坂田晃一、川島素晴、和声を愛澤伯友、ジャズセオリーを外山和彦、三木俊雄に師事する。また、同時期にジャズピアノを兵頭佐和子、南博、元岡一英に師事。2012年に同大学を学費全額免除特待生として卒業。
商用音楽の作・編曲活動の他に、音楽理論書執筆や作・編曲、ジャズ・ポピュラーピアノレッスン、ワークショップなども開催している。映像音楽(映画・ドラマ・ゲーム等)の作曲家やジャズ・ミュージシャンとの交流が深く、常に｢音楽の本質｣を捉えようとする姿勢は注目を集めている。
晩年の坂本龍一との交流もあり、かなりマニアックな音楽談義をしていたという。
日本においてリディアン・クロマティック・コンセプトを自作品や著書（モード作曲法など）に活かしている数少ない作・編曲家である。ジョージ・ラッセルと関係の深かった梶本芳孝、田野城寿男、藤原大輔に師事し、深い薫陶を受ける。 
2017年2月25日に開催された「東京ゲーム音楽ショー2017」では、菊田裕樹、伊藤翼と共に「オレが考えたフィールド曲」公募企画ワークショップの講師をつとめた。主な弟子にのぐちとしかずがいる。
高校時代の同級生に衆議院議員の簗和生や、お笑い芸人・占い師キック (タレント)、フジテレビプロデューサーの木月洋介がいる。また、大学時代の後輩に高岩遼(SUNABAGUN)がいる。

## 主な受賞歴・活動歴
- サントリーホール25周年記念特別事業パイプオルゴールファンファーレ「The Dawn of Harmony」作曲（2010）[3]編曲は三枝成彰。
- 尚美学園大学音楽コンクール 作曲部門1位入賞[3]
- プルメリア・ミュージックスクール作・編曲講師（2014～）
- 第二回K作曲コンクール優秀賞「Revoce-リヴォーチェ」 （2016）[3]
- 第2回 こころ歌創作コンテスト（作曲部門）最優秀賞「わすれな草のメモリー～Forget me not～」（2020） [3]

## 主なメディア向け作品
- Nintendo Switch版「ドラゴンボールZ 超武闘伝」（エンドタイトルのみ）作曲（2018）[2]

## 主な楽曲、編曲提供・参加作品
- 大栗芙美子『あなたへ』(2011)編曲協力
- 高岩遼(現SUNABAGUN)ソロ(2012)編曲提供
- 原礼以菜＆寺沢希美(2015)編曲提供・協力
- 日中国交正常化45周年・日中平和友好条約締結40周年催事(2017)編曲提供。
- 林彦賓
  - 『わすれな草のメモリー~Forget me not~』（2021） 作曲（作詞：マヒルムラサキ、編曲：杉山直樹）、全日本こころの歌謡選手権大会第3期課題曲。
- 帝塚山中学校・高等学校 弦楽部(2021)編曲提供。

■管弦楽曲
「The Painless War」(2010)
「The Rate In Spring」(2013)
「まんまるひつじ」(2014)
「Mind and Nature」(2015)
｢アルトとテナーサックスのための管弦楽協奏曲｣(2018)
■室内楽曲
「Chanson」(2009) cl./vc./pf.
■ピアノ曲
｢Revoce｣(2016)
「こどものための旋法の世界(全12曲)」(2018)
■弦楽合奏曲
弦楽セレナーデ 第1番｢Soul｣(2015)
■混声合唱曲
｢中也四景｣(2010) 
他多数

## 著書
全て自由現代社より刊行。
- 『コード&メロディーで理解する「実践!やさしく学べるポピュラー対位法」』（2013）
- 『楽器の重ね方がイチからわかる!「実践!やさしく学べるオーケストラ・アレンジ」』（2014）
- 『ワンランク上に挑む「実践!本気で学べるジャズ理論」』（2015）
- 『実践!作曲・アレンジに活かすためのポピュラー和声学』（2016）
- 『実践!作曲・アレンジに活かすためのモード作曲法』（2017）
- 『モードからフーガまで「実践!しっかり学べる対位法」』（2018）
- 『作曲、演奏に活かせる「実践!本気で学ぶ至高のジャズアレンジ法」』（2019）
- 『定番から応用まで「実践!作曲の幅を広げるコード進行パターン&アレンジ｣』（2023）
- 『コード進行とスケールを意識した「実践!メロディを作るためのアイデア&アレンジ」』(2025)

## 親族
- 曾祖父: 白上佑吉（元・東京市助役／旧内務・警察官僚／官選県知事）